# Georg von Craushaar
Friedrich Ernst Georg von Craushaar (* 15. Januar 1851 in Dresden; † 14. November 1936 in Jauernick) war ein deutscher Kreishauptmann und Rittergutsbesitzer.

## Biographie
Georg war ein Sohn des Geheimrates Karl Hermann von Craushaar (1810–1893) und dessen Ehefrau Klara, geborene von Beust (1821–1888). Er studierte Rechtswissenschaften an der Universität Leipzig und leistete anschließend seinen Militärdienst in der Sächsischen Armee ab. Er wurde am 21. Februar 1890 zum Hauptmann der Reserve befördert und wurde am 13. Dezember 1892 zur Disposition gestellt. Zwischen 1890 und 1900 wirkte Craushaar als Amtshauptmann in Löbau und danach bis 1906 in Dresden-Neustadt. Von 1906 bis 1919 war Craushaar Kreishauptmann von Bautzen. 
Er erwarb 1909 das Rittergut Jauernick und ließ bis 1911 als Familiensitz ein neues Herrenhaus errichten. Craushaar war Mitglied der Oberlausitzischen Gesellschaft der Wissenschaften. Er ist der Vater von Harry von Craushaar.

## Ehrungen
König Friedrich August III. von Sachsen verlieh ihm anlässlich des Geburtstages am 25. Mai 1916 das Komturkreuz I. Klasse des Sächsischen Verdienstordens.